# 錫爾弗里奇 (新澤西州)
錫爾弗里奇（英語：Silver Ridge）是位於美國新澤西州海洋縣的普查規定居民點。

## 人口
根據2020年美國人口普查的數據，錫爾弗里奇的面積為1.22平方千米，當中陸地面積為1.21平方千米，而水域面積為0.01平方千米。當地共有人口1167人，而人口密度為每平方千米956.56人。